# Soko Islands
Soko Islands (kinesiska: 索罟群島, 索罟群岛) är öar i Hongkong (Kina). De ligger i den västra delen av Hongkong.